# Borislav Pilipović
Borislav Pilipović (Bihać, 25. ožujka 1984.) je bosanskohercegovački umirovljeni nogometaš.

## Karijera
Nogometnu karijeru započeo je u FK Prnjavor iz Prnjavora, zatim nastupa za FK Rudar iz Stanara, FK Vrbas iz Banje Luke, FK Župa iz Milosavaca, FK Borac iz Banje Luke, a 2006. godine potpisuje za NK Žminj koji je tada igrao u Trećoj HNL. Već iduće godine, prelazi u NK Istru 1961, te je u prvoj sezoni nastupio 22 puta. Nakon završetka iduće sezone prelazi u Karlovac.

## Vanjske poveznice
- HNL statistika